# Sospensione a naso
Con il termine di sospensione a naso o sospensione tranviaria ci si riferisce a un metodo di sospensione dei motori elettrici di trazione tipico delle motrici tranviarie, adottato anche su locomotive elettriche ferroviarie di tipo antiquato.
Con questo metodo, il motore non è sospeso al carrello o al telaio del mezzo ma è vincolato direttamente alla sala contribuendo quindi alla cosiddetta massa rigida.
Il suo peso grava, tutto o in parte, sulla sala stessa. Il motore appoggia da un lato sulla sala, per mezzo di due cuscinetti ad olio, mentre dall'altro è fissato a una traversa del carrello mediante una sporgenza detta "naso" (da cui la denominazione sospensione per il naso), con l'interposizione di due o più molle che sostengono elasticamente il peso del motore e contrastano la reazione della coppia motrice.
La trasmissione del moto è diretta e viene attuata usualmente tramite ingranaggi; il pignone è calettato all'estremità dell'albero motore e ingrana su di una ruota dentata fissata alla sala montata. Con questo tipo di sospensione il peso del motore rimane sospeso elasticamente solo per metà; l'altra metà grava direttamente sulla sala generando, durante la marcia, notevoli sollecitazioni sia al motore che all'armamento dovuta all'inerzia del sistema.
Questo tipo di trasmissione non è perciò adatta alle alte velocità per le quali si preferisce la trasmissione ad asse cavo oppure la trasmissione ad asse cavo e anello danzante.